# San José de Guanipa
San José de Guanipa es una ciudad ubicada en la zona centro-sur del Estado Anzoátegui, Venezuela. Es la capital del Municipio Guanipa, que es uno de los 21 municipios que forman parte del Estado Anzoátegui. Su nombre se debe a San José, a quien se ha considerado el santo patrono de los guanipenses, y al Cacique Guanipa, de quien se dice fue un líder de la etnia kariña que regía en las mesas ribereñas del río Orinoco y que asentaron su tribu en ese lugar. Se sabe que este territorio estuvo habitado antes de la colonización española por indígenas caribes y kariñas.

## Historia

### Fundación
La ciudad de San José de Guanipa fue fundada el 14 de noviembre de 1910, como resultado del asentamiento de personas provenientes de Cantaura, quienes trabajaban como guardias de seguridad de la línea telegráfica que conectaba Cantaura con Soledad. Entre ellos destacó Cruz Vicente Guevara, quien fue el primero en construir una vivienda y establecerse para dedicarse a la agricultura. Le siguieron Marco Henríquez, Carlos Maurera y Saturnino Izturde, combinando la supervisión del cable telegráfico con actividades agrícolas y de cría de animales a pequeña escala. Posteriormente, se sumaron familias como Pérez, Pinto, Parejo, Sifontes, Silva, Rosas, Ruiz, Morillo, Gil, Ovalles, Marín, Solórzano, Cova, Jiménez, Maita, Boada, Arrioja y Macuare. En sus inicios, este asentamiento fue conocido como Cabeceras de El Tigre, delimitado por el río Tigre al norte y por terrenos baldíos al sur, este y oeste, en la zona denominada La Conquista, perteneciente al Distrito Freites del estado Anzoátegui.

### Creación de sectores y calles
El 30 de mayo de 1914, se instaló la primera oficina telegráfica en el lugar conocido como la Ceiba, cerca del actual Mercado Municipal. Su primer telegrafista fue el señor González Vacca, seguido por Itamar Moreno y Ramón Betancourt. A partir de este núcleo inicial, se trazó el casco urbano original de El Tigrito, conformado por calles como Sucre, Bolívar, Venezuela, Libertad, Roscio, Unión y Anzoátegui, así como tramos de las calles Zulia, Democracia y El Carmen.

### Desarrollo económico en los años 30
A mediados de la década de 1930, el asentamiento experimentó un importante crecimiento demográfico impulsado por la actividad petrolera en la región. Migrantes provenientes de Cantaura, Guayana, Margarita, Zulia, así como extranjeros de El Callao, Trinidad, Italia, España y países árabes, se establecieron en la zona. Las viviendas eran modestas, construidas con bahareque y techos de palma de moriche. El lugar pasó a denominarse Caserío Guanipa, dentro del Distrito Freites, y se proyectó la construcción del urbanismo Ciudad Guanipa para organizar la expansión habitacional cerca de los pozos petroleros. De esta dinámica surgió el Caserío El Tigre, posteriormente elevado a Municipio Simón Rodríguez.

### Infraestructura y tradiciones
En 1935, se instaló el primer expendio de gasolina en la esquina de las calles Vargas y Bolívar. Ese mismo año se celebró por primera vez la fiesta en honor a San José, patrono de los trabajadores, quien sería adoptado como santo patrono de la ciudad, marcando el inicio de una de sus tradiciones religiosas más significativas.

### Serie de pugnas legales en los años 40
Durante los años 1939 y 1940, se presentaron disputas legales entre las autoridades administrativas del Distrito Freites y las del recién creado Municipio Simón Rodríguez, en relación con la propiedad del lote de terreno conocido como "El Tigrito", conformado por 2 500 hectáreas. De este total, 125 hectáreas estaban destinadas al perímetro inicial de la población Ciudad Guanipa, mientras que el resto se reservaría para ejidos, ensanche urbano y el establecimiento de colonias agrícolas. Ambas entidades reclamaban jurisdicción sobre dichos terrenos.
El 14 de mayo de 1940, mediante Resolución del Ejecutivo Federal publicada en la Gaceta Oficial de los Estados Unidos de Venezuela Nº 20.182, se resolvió la controversia al concederse gratuitamente la totalidad de la zona al Concejo Municipal del Distrito Freites, presidido entonces por Modesto Pérez Freites, a quien se le asignó su administración.
El 14 de febrero de 1948, la Asamblea Legislativa del estado Anzoátegui decretó la elevación del Municipio Simón Rodríguez a la categoría de distrito, con El Tigrito como capital. Posteriormente, el 5 de julio de 1948, se instaló la primera junta comunal, encabezada por el señor Jesús Silva.
La Plaza Bolívar fue inaugurada el 5 de julio de 1955, consolidándose como un emblema representativo del municipio.

### Primeras instituciones educativas

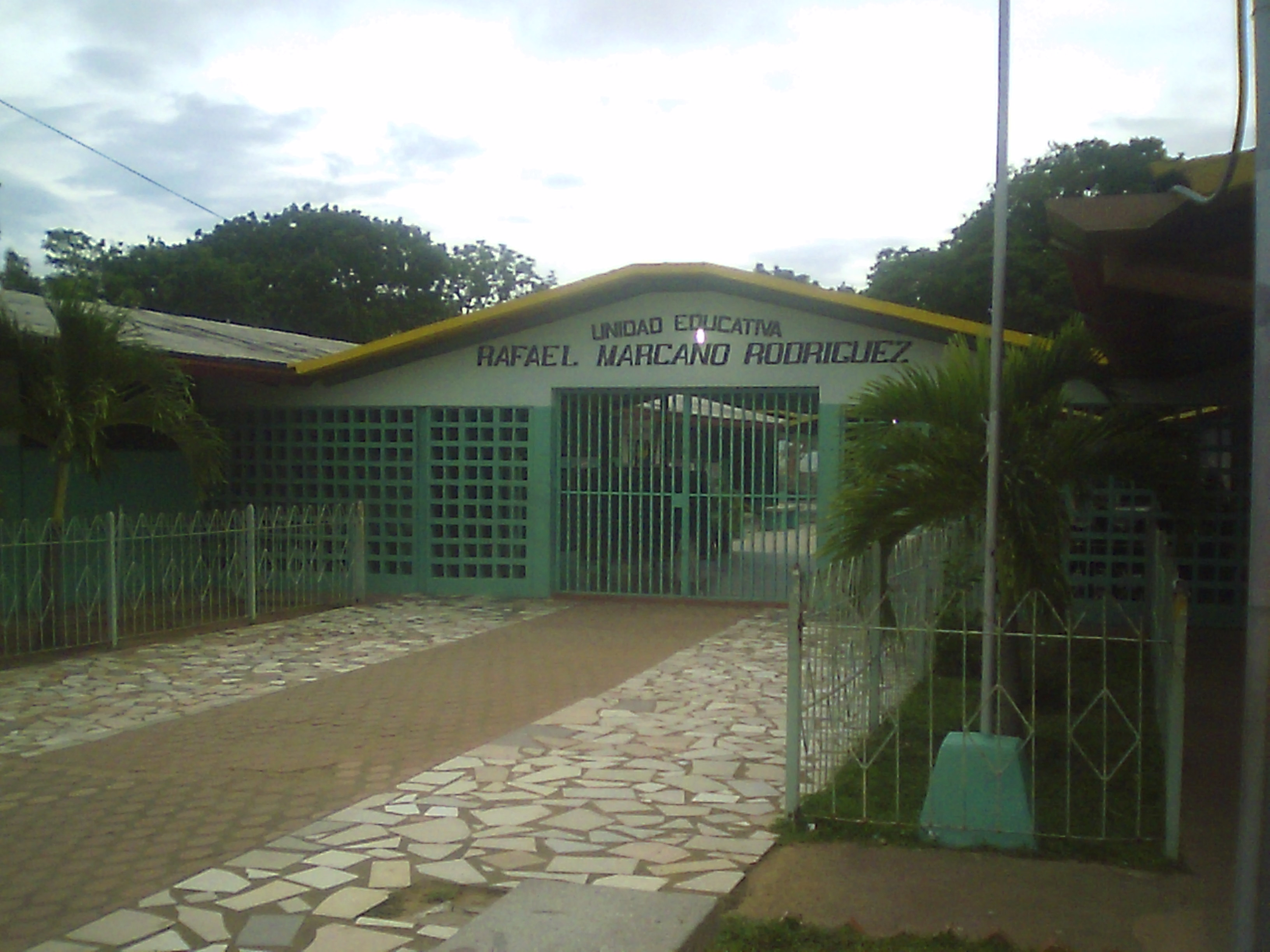
U.E.N Rafael Marcano Rodríguez, fundada en 1948

La primera escuela del sector fue construida en 1943, bajo el nombre de Alirio Arreaza. En 1948, pasó a denominarse Unidad Educativa Nacional Rafael Marcano Rodríguez. Posteriormente, en 1953, se fundó la U.E.N. Dr. José Manuel Cova Maza, constituyéndose como el segundo centro educativo formal de la localidad.

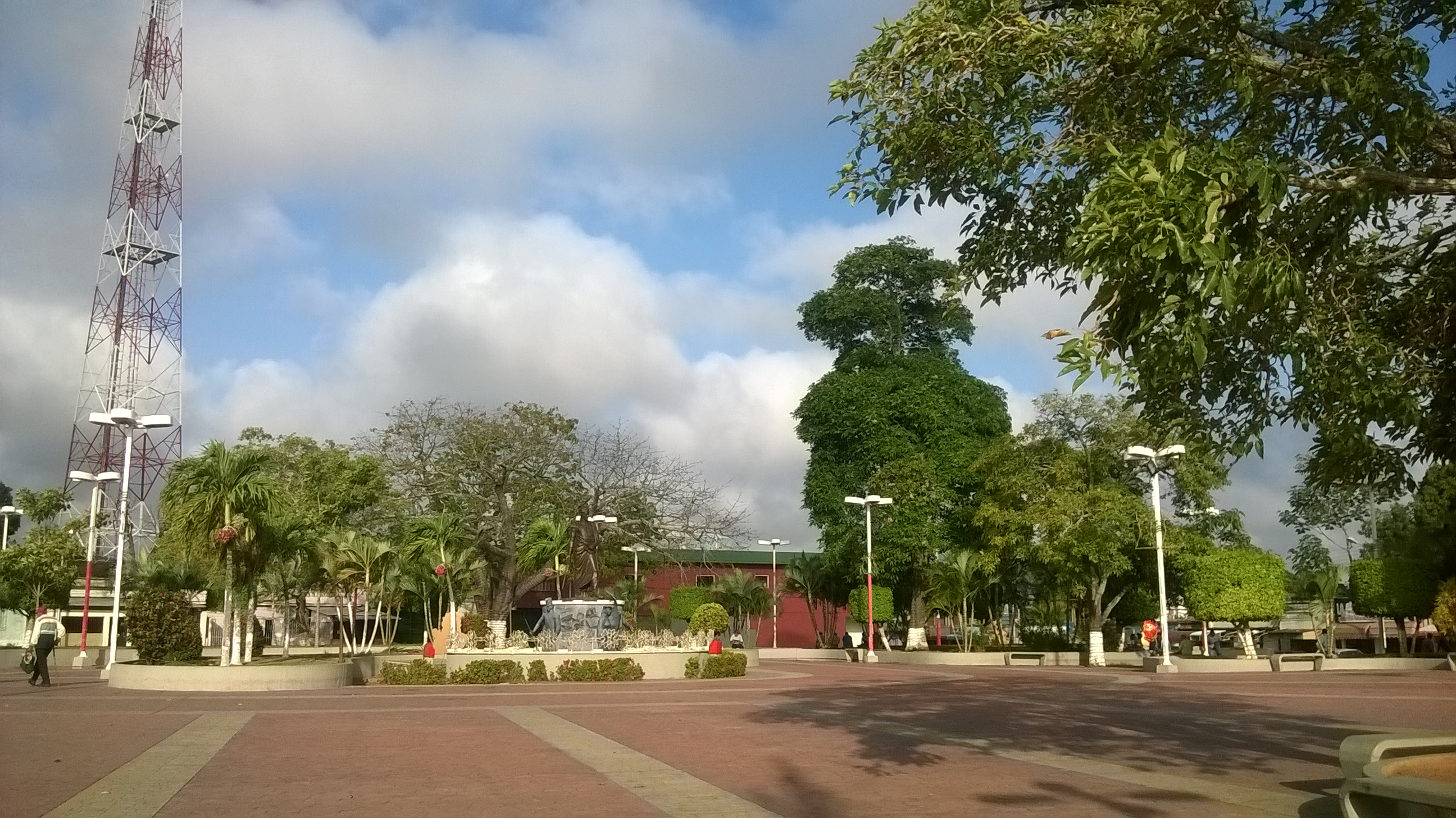
Plaza Bolívar, inaugurada el 5 de julio de 1955, sello único de los guanipenses.

### Construcción de espacios religiosos y ecucativos
El 28 de julio de 1952, la comunidad fue elevada a parroquia eclesiástica, construyéndose la Iglesia de San José, cuyo primer párroco fue el padre Aquiles Zanini. En 1954, los padres franciscanos fundaron el primer liceo privado de la zona, bajo el nombre de Colegio San José. Más adelante, en 1963, se inauguró el Liceo Guanipa, y en 1977 se construyó una nueva sede, inaugurada por el entonces presidente Carlos Andrés Pérez.

### Categoría Distrito Guanipa
El 13 de diciembre de 1972, el municipio fue elevado a la categoría de Distrito Guanipa, conformado por el Municipio Guanipa y los vecindarios Las Mercedes y El Basquero. La Junta Administradora fue presidida por Alejandro Romero a partir de 1973, y el 2 de enero de 1974, se instaló el primer Concejo Municipal, cuyo liderazgo recayó en la señora Carmen de Mujica.
Finalmente, en el marco de la reorganización territorial llevada a cabo en Venezuela en 1992, el Distrito Guanipa fue transformado oficialmente en municipio autónomo.

## Geografía
El Municipio Guanipa posee una superficie de 792 km² con una densidad poblacional de 97,11 habitantes por kilómetros cuadrados.
Límites
- Norte: Con el Municipio Freites.
- Sur: Con el Municipio Simón Rodríguez.
- Este: Con el Municipio Independencia.
- Oeste: Con el Municipio Simón Rodríguez.

### Suelos
Es un área de relieve homogéneo, aunque presentan algunas colinas y zonas sometidas a procesos erosivos, baja fertilidad de sus suelos por la presencia marcada de un largo periodo de sequía y uno de lluvia, sus suelos están conformados por sedimentos residuales proveniente del Escudo Guayanés, con abundante arena cuarcíferas y granos pobremente redondeados, gravas limos, y arcilla, algunas veces presentan cubiertas de óxido de hierro.
Clima
El clima dominante es el tropical lluvioso de sabana con dos estaciones bien definido, invierno y una estación seca rigurosa.
Las sabanas están representadas por tierras cubiertas de gramíneas, donde pueden aparecer plantas arbóreas en forma esporádica. La mayor parte de las sabanas ocupan la región llanera, que comprende los estados Apure, Barinas, Portuguesa, Cojedes, Guárico, Anzoátegui y Monagas, así como en los estados Bolívar, Sucre, Zulia, Aragua y Miranda. Las tres cuartas partes de los llanos venezolanos están representadas por vegetación de sabana. El clima de la región llanera se presenta con una temporada de sequía entre noviembre y abril, y un período de lluvia entre mayo y septiembre; con una precipitación anual de 1.000-2.000 mm. La temperatura media anual está entre 26 y 28 °C. 

### Hidrografía
El principal afluente que pasa por el municipio es el Río Tigre en dirección oeste-este desembocando en el delta del Orinoco sus balnearios principales son: Paso de la línea, El puente, La redoma, El paso del estudiante, Bartolo y La piscina.
Es bueno señalar que el Río Tigre tiene una longitud de 304 km desde su nacimiento hasta su desembocadura en el Río Morichal Largo, antes de la descarga de ambos en el caño Manamo.
Además el municipio cuenta con un sistema de pozos subterráneos que proporcionan el agua potable que consume la población.

### Flora
En los Llanos se distinguen tres tipos de vegetación, de acuerdo a su composición florística: sabanas de Trachypogon, sabanas de "banco", bajíos y esteros, y sabanas de Paspalum fasciculatum. La sabanas de Trachypogon están caracterizadas por la presencia de especies como el Chaparro (Curatella americana), el Alcornoque (Bowdichia virgilioides) y el Chaparro manteco (Byrsonima crassifolia). Las sabanas de "bancos", bajíos y esteros presentan especies como el Mastranto (Hyptis suaveolens), el Estoraque (Vernonia brasiliana), la Cola de vaca (Andropogon bicornis), la paja de agua (Hymenachne amplexicaulis), la Dormidera (Mimosa pigra) y la Guaica (Rochefortia spinosa). Por su parte, las sabanas de Paspalum fasciculatum presenta especies nobles como el Roble (Platymiscium polystachyum), el Cañafístolo (Cassia moschata), morichales como el Boroboro (Montrichardia arborescens) y palmares representados por el Higuerote (Ficus trigonata).
Por ser un clima de sabana, dentro las principales vegetación presente están árboles de araguaney, ceiba, chaparro, moriche, mastranto y el merey.

## Población
76 398 Habitantes en el censo del año 2011 actualmente cuenta con una población estimada en 110 000 habitantes, lo que la convierte en una de las ciudades más importantes del Estado Anzoátegui.
Desde su nacimiento ha sido marcado por la inmigración procedente de la Zona Centro-Norte del Estado Anzoátegui y los Estados Zulia y Nueva Esparta, por eso mucho de los pobladores actuales tienen sus raíces en esa zona del país. También es importante destacar el aporte de ciudadanos de lejanas tierras como los árabes, procedentes principalmente de Líbano y Siria y los del Lejano Oriente. Otras colonias presentes en el municipio son la colonia española, portuguesa, y una de las que ha tenido un mayor crecimiento en los últimos años es la colonia china.

## Cultura
Como en la mayoría de los Estados Orientales, Anzoátegui y sus Municipios mantienen muchas semejanzas en sus expresiones folclóricas donde sobresalen los bailes tradicionales como: La Burriquita, El Pájaro Guarandol, El Carite, El Mare-Mare, el sebucán entre otras expresiones culturales. También se realizan los velorios a la cruz de mayo y los populares galerones que deleitan a la población del municipio. Al igual que también existen celebraciones propias de la idiosincrasia de la zona como las ferias de San José que se realizan durante la tercera semana de marzo. En el sector El Basquero se celebran igualmente las ferias en honor a San Judas Tadeo durante los últimos días de octubre, además en el Sector Santa Ana se celebra cada 26 de julio el Día de Santa Ana con una procesión por los alrededores del sector y diversas actividades culturales, la Semana Santa se celebra con precesiones religiosas, entre las más concurridas están la del Nazareno, el día Miércoles Santo donde los algunos feligreses caminan la imagen por todo el casco central vestidos de morado para pagar las promesas que le hacen por tradición
En los carnavales aparte de celebrar con carrozas, comparsas y disfraces. Antiguamente para las fiestas camestolendas, los muchachos se untaban todo el cuerpo con carbón y aceite, se hacían una falda y una corona de cachitos (hoja de plátano flequiada), simulando un traje indígena, para después recorrer las calles amenazando a todo el que por su lado pasaba con la frase… “Medio o Pinto”, lo cual significaba que se les debía pagar un medio de lo contrario cumplían su amenaza.

### Artesanía
En las expresiones artesanas se tiene el tejido del popular chinchorro en hebra de moriche o nylon.

### Gastronomía
La gastronomía tiene una gran variedad entre platos salados y postres.

#### Platos salados
- Sopa de mondongo: Es un plato que siempre está presente en las mesas familiares especialmente en los fines de semana.

- Palo apique: Este está conformado por la mezcla de arroz, carne, pollo y frijoles. Todo bien mezclado para su realización

También cuenta con la gastronomía propia de las épocas del año como lo son: El cuajado de tortuga, pescado salado en la Semana Santa, cachapas con queso y cerdo frito en agosto y las siempre esperadas hallacas en el mes diciembre.

#### Postres
- Dulce de merey: Realizado del fruto de un árbol de la localidad.

- Majarete: Para su elaboración se suele emplear leche de coco y harina de maíz. Esta mezcla se pone a cocer a fuego medio por aproximadamente media hora junto con papelón, canela en astillas y una pizca de sal. Al cabo de ese tiempo, se vierte en un molde espolvoreando con canela molida y dejando enfriar hasta el momento de servir.

- Turrón de coco: Se realiza mezclando coco, glucosa de caña o papelón, en agua hirviendo.

- Catalina, la cagalera, el pidon, entre otros.
- Vitamina: bebida a base de auyama y leche.

### Juegos tradicionales
Caimaneras de pelota de goma, carreras de burro o de caballo, palo encebado, el cochino engrasado, juegos con metras y paraparas. Trompo, boliche, volador, carreras de saco, de huevo etc.

## Vías principales
Avenidas: Rafael Antonio Fernández Padilla, inaugurada el 3 de diciembre de 1973 por el presidente de la República Rafael Caldera la cual llevaba el nombre de Simón Bolívar, Santiago Mariño, que  comunica con el Estado Bolívar y República.
Calles: Las primeras calles fueron trazadas por Yoyo Ribas, un panadero, algunas sin medidas ni orientación, originando los primeros barrios  La Vuelta y Barrio Loco. Las principales calles de la ciudad son: Bolívar, Caracas, 1.º de Mayo, Paéz, San Félix, Venezuela, Royal, 18 de Octubre, Sucre, Zea, y Progreso.

## Sectores Urbanos
Las Malvinas, Bicentenario, 19 de Marzo, Los Olivos, Humberto Simonovis, Educara, Romulo Gallegos, San José de Monte Verde, Monte Verde, Jose Felix Ribas, José Antonio Anzoategui, Valmore Rodríguez, Inmigrantes, Barrio Sur, Zulia, Cementerio, La Floresta, Bolívar, Barrio Blanco, Girardot, Central, Colón, Negro Primero, Ayacucho, Santa Ana, Caurimare, Vista al soI, La paz, Los Sauces, Mirador, Sabatino, Nubes de Agua, 13 de octubre, Nueva Esperanza, Ezequiel Zamora, El Palomar, Zona industrial, y El Basquero.

## Símbolos

### Bandera Municipal
1. Primera Bandera Municipal

Primera Bandera Municipal

La primera bandera del Municipio fue creada por el Prof. Rosauro Caraballo y estaba constituida por tres franjas horizontales del mismo tamaño.
  - El gris en la parte superior representa el pienso de las empresas e industrias que mantienen la economía local, acompañado por el escudo municipal en la parte izquierda.

  - El verde en el centro simboliza el arraigo de la agricultura y amplias plantaciones silvestres de moriche, mango y merey.

  - El rojo en la parte inferior refleja la gente y las tierras cobrizas y arcillosas, insigne del patrimonio municipal.

en el año 2017 se hizo un cambio a la bandera municipal.
2. Actual Bandera Municipal

Actual Bandera Municipal

La actual bandera del municipio Guanipa (Desde el año 2017), está dividida en cinco franjas horizontales de diferentes medidas, tres símbolos y siete colores que coinciden con los representados en el escudo de armas. Cada elemento simboliza una historia o leyenda ancestral natural y cultural del municipio.
Franjas:
  - Azul: representa el agua y el cielo abierto, potencial de nuestro gentilicio para desarrollar sus culturas, vivencias, historias y creencias de nuestro río.

  - Verde: Representa nuestras sabanas, siembras, pastos, plantaciones de moriche, mango, merey entre otros frutos que abundan en la zona.

  - Rojo ladrillo: Representa las cobrizas y fértiles tierras donde habitó la india Guanipa, el color de los farallones y casas de bahareque (hoy patrimonio cultural de nuestro municipio).

  - Blanco: Representa la paz mundial y Guanipa es territorio de paz. (Son dos Franjas horizontales, la primera ubicada entre las franjas Azul y verde y la segunda entre las franjas Verde y Rojo ladrillo). 
En el margen superior izquierdo un banderín blanco con el escudo de armas del municipio como gesto de amistad y bienvenida a los visitantes.

Símbolos:
  - Amarillo: representado por el sol radiante, simboliza el entusiasmo de nuestra gente trabajadora que desde muy temprano salen a sus faenas.

  - Negro: representado por una gota de petróleo, principal materia prima de la Faja petrolífera del Orinoco, que fue convertida en leyenda caribe en honor a la princesa Caribe IT-CHE-ME, pionera en el progreso de la región dando cavidad a las sucesivas industrias en nuestro municipio.

  - Rojo: representado por un moriche, totem símbolo de la mesa de Guanipa, guardián de nuestros ríos y bosques, fruto de la cadena alimenticia Caribe, sus palmas utilizadas para la protección del sol y la lluvia en sus bahareques, el color rojo representa la sangre heroica ancestral derramada en batallas por nuestros indígenas que defendieron su territorio.

Escudo del Municipio Guanipa desde 1983

### Escudo Municipal
Fue creado por Manuel Uribe en 1983 y se divide en tres pabellones
- Primer Pabellón: Se encuentra un libro abierto y una pluma que simbolizan las leyes y autoridades que nos rigen
- Segundo Pabellón: Tiene una industria en funcionamiento y simboliza las empresas e industrias que hacen vida en esta tierra

- Tercer Pabellón: Se visualiza una res, una torre y cinco maníes y significan las actividades económicas de nuestro Municipio.

En la base del Escudo lleva una cinta con la siguiente inscripción: 
- A la izquierda: “17 de Abril de 1948”. (Fecha en la que es elevado a Municipio Guanipa, dependiente de Distrito Simón Rodríguez.)
- En el centro: “Municipio Guanipa”. (Nombre del municipio.)
- A la derecha: “13 de Diciembre de 1972”. (Fecha en la que es elevado a Distrito Guanipa por decreto de la Asamblea Legislativa, siendo este el Distrito N° 14 del estado Anzoátegui.)

### Himno Municipal
Fue escrito por José Araguatamay Larez “El Hijo de Clarines” , la música se le atribuye a  Wilmer José Rodríguez “El Soñador de Guanipa”  y lleva por título "Al Brillar en Oriente la aurora"

CORO
Al brillar en Oriente la aurora
Se acrecienta en su gente la paz
La esperanza que toca sus puertas
En sus almas se hace realidad
I
San José
De Guanipa es tu nombre
Un binomio de fe celestial
Orgullosos tus hijos se sienten
De tu manto se hacen cobijar
II
El afluente que adorna tu orilla
Morichales que crecen allí
Imponente se mira el paisaje
Y el paisano se siente feliz
III
Ostenta nombre de Reina
Para hacerlo del tiempo inmortal
¡Oh! Guanipa la reina Kariña
Es presencia en este lugar.

## Alcaldes electos
| Período    | Alcalde                    | Partido/Alianza                  | Notas                                                                                 |
| ---------- | -------------------------- | -------------------------------- | ------------------------------------------------------------------------------------- |
| 1990-1993  | Hildo Hernández            | Acción Democrática               | Primer alcalde bajo elecciones directas                                               |
| 1993-1996  | Manuel Rocca               | Movimiento Independiente Guanipa | Segundo alcalde bajo elecciones directas                                              |
| 1996-1999  | Gilberto Romero            | Acción Democrática               | Tercer alcalde bajo elecciones directas (fallecido el 12 de marzo-1999)               |
| 1999-2000  | Hernán Pérez Serrano       | Acción Democrática               | Alcalde (Encargado) hasta la aprobación de la Constitución de 1999                    |
| 2000-2004  | Freddy Arriojas            | MVR/MAS                          | 4º Alcalde. Ganó con el 32,86% de los votos. Resultados Electorales 30/07/2000        |
| 2004-2008  | Freddy Arriojas            | MVR                              | Alcalde Reelecto. Ganó con el 60,81% de los votos. Resultados Electorales. 31/10/2004 |
| 2008-2013  | Pedro Martínez             | PSUV/GPP                         | 5º Alcalde. Ganó con el 62,02% de los votos. Resultados Electorales. 23/11/2008       |
| 2013- 2017 | Pedro Martínez             | PSUV/GPP                         | Alcalde Reelecto. Ganó con el 58,16% de los votos. Resultados Electorales. 08/12/2013 |
| 2017- 2021 | Francisco Belisario Landis | PSUV                             | 6º Alcalde electo. Ganó con el 45,14% de los votos.                                   |
| 2021- 2025 | Ernesto Rodríguez          | PSUV                             | 7º Alcalde electo. Ganó con el 46,26% de los votos el 21 de noviembre de 2021.        |